# Politik i København
Politik i København er ikke en entydig enhed. Magten er delt mellem kommuner, regioner og staten. Byen København er spredt på 18 kommuner og to regioner. Danmarks Statistik laver en byopgørelse ud fra FNs retningslinjer, hvor afstanden mellem husene ikke overstiger 200 meter. Denne opgørelse afgrænser byen København til dele af 18 kommuner, hvoraf en del af Rudersdal, Furesø, Ballerup, Ishøj og Greve kommuner ligger uden for byen.

## Politisk-historisk udvikling
København har altid indtaget en særstilling i dansk politisk historie, og først relativt sent har byen fået en styreform, der kan kaldes demokratisk. Samtidig er byens nuværende mellemformstyre endnu nutildags unikt i Danmark, idet borgmesterposterne ikke kun besættes af det politiske flertal, men afspejler en konstitueringsaftale partierne imellem.

### Tidligste status
I de tidligste tider var byens særstatus udmøntet i, at den tilhørte kirken. Byen var en gave fra Valdemar 1. den Store til biskop Absalon. Dette forhold varede ved indtil 1416, hvor Erik 7. af Pommern fik byen til eje. Omend begrebet borgmester nævnes fra midten af 1300-tallet, og hovedstadens første stadsret (etableret i 1524) rummede lokale beføjelser, var den almindelige borgers indflydelse på bystyret meget beskeden.

### Nye privilegier
Belejringen af København i 1660 under Svenskekrigene ændrede byens position. Som følge af byens succesfulde modstand mod svenskerne opnåede byen fra kong Frederik 3. nye privilegier, der varede ved indtil 1840.
Magistraten bestod af 3-4 borgmestre og et skiftende antal (normalt 6-8) rådmænd, som alle var kongevalgte. Den borgmester, som var formand for magistraten, havde titlen præsident, fra 1747 overpræsident.
Byens nye privilegier bestod i, at borgerskabet sammen med magistraten fik ret til at vælge 32 borgere blandt byens velstående købmænd, som i fællesskab med magistraten skulle varetage byens anliggender.

### Borgerrepræsentationen etableres
Denne styreform varede ved indtil 1840, hvor kong Christian 8. udstedte en ny forordning om kommunalbestyrelsen i København. Denne ordning lagde grundlaget for et mere moderne bystyre. Den 32 mand store forsamling, der med tiden var blevet selvsupplerende, blev afløst af en folkevalgt borgerrepræsentation på 36 medlemmer.
Men der var ikke tale om almindelig valgret. Valgret og valgbarhed var betinget af borgerskab og skattebetaling og for halvdelens vedkommende desuden af ejendomsbesiddelse. Blot 1,6 % af hovedstadens indbyggere havde således valgret ved det første valg i 1840, hvilket ikke adskilte sig væsentligt fra den procentdel der havde valgret til nationale valg.
Magistraten bestod af en overpræsident og tre borgmestre samt seks rådmænd. Kongen udpegede overpræsidenten og borgmestrene, mens rådmændene fremover blev valgt af borgerrepræsentationen.
Stadig var borgerrepræsentationens indflydelse dog meget hæmmet; ikke mindst fordi de stridigheder, der måtte opstå mellem borgerrepræsentationen og magistraten, blev afgjort af kongens centrale forvaltningsorgan, det Danske Kancelli, der typisk bakkede magistraten op.
Kommunernes ret til selvstyre blev slået fast med Grundloven (1849), hvilket også påvirkede København. Beslutningskompetencen lå i fællesskab hos magistraten og borgerrepræsentationen, og magtfordelingen mellem de to var uforandret fra 1857 indtil 1938.
Borgerrepræsentationens status over for magistraten blev afklaret i 1857. Magten blev forskudt i retning af borgerrepræsentationen, der overtog nogle resortområder fra gamle direktioner og kommissioner. Samtidig skulle magistratens medlemmer nu fremover vælges af borgerrepræsentationen og efterfølgende stadfæstes af kongen. Den nye magistrat var sammensat af fire borgmestre, der blev valgt for livstid, og fire rådmænd, der blev valgt for seks år ad gangen. Overpræsidenten, der fremdeles blev kongeligt udpeget, var fortsat formand for magistraten.
Fra omkring 1860, hvor Frederiksberg blev regnet som hørende til København, kom byen til at dække over flere kommuner end Københavns Kommune og byens politiske historie bliver splittet op.
Gruppen af kommunale valgberettigede blev gradvist udvidet i mere demokratisk retning. Det skete i 1861, 1865 og i 1908. Efterhånden som de politiske partier opstod, begyndte borgmestrene ikke kun at optræde som embedsmænd, men som politikere. I 1903 fik Socialdemokratiet med Jens Jensen i spidsen et gennembrud, da han overtog finansforvaltningen (Magistratens 2. Afdeling) og dermed reelt magten i Københavns Kommune.
Københavns Kommunes magistratsstyre betød, at magten stadig lå i mange kommissioner, udvalg og bestyrelser, og helt op til nutiden har disse vellønnede poster været lige så politisk attraktive som selve borgmesterposterne. Det har bl.a. gennem tiden været bestyrelsesposter i Københavns Havn, Københavns Frihavn, Ny Carlsberg Glyptotek, Ørestadsselskabet, Kommunekemi, Københavns Energi, Hovedstadens Sygehusfællesskab, Hovedstadens Udviklingsråd, Byfornyelsesselskabet København, R98, Thorvaldsens Museum, Kommunernes Lønningsnævn, kommunale boligselskaber etc.

### Endelig demokratisering i 1938
Den egentlige demokratisering af Københavns Kommune skete først i 1938, hvor borgerrepræsentationen fik tillagt enerådig beslutningskompetence, mens magistraten fik den administrative myndighed og blev reduceret til forvaltningsapparat. Konsekvensen blev, at overpræsidenten udtrådte af magistraten, og formandskabet overgik til den valgte overborgmester (Viggo Christensen). I realiteten var overpræsidenten allerede da i mange år ikke blevet udpeget af kongen som sådan, men af Indenrigsministeriet, og overpræsidenten var typisk en embedsmand fra et ministerium.
Kommunalreformen (1970) påvirkede også Københavns Kommune. Reformen tilsagde, at Københavns Kommune skulle opretholdes som én kommune, der fortsat var både primærkommune og amtskommune. Magistratsordningen blev der ikke pillet ved, og København blev derfor fortsat styret af to organer, hvor borgerrepræsentationen var den besluttende myndighed, mens magistraten var den udøvende myndighed. Medlemmer af magistraten, der i alt havde et antal af syv inklusive overborgmesteren, skulle vælges blandt borgerrepræsentationens medlemmer. Samtidig blev rådmændene afskaffet.
Siden januar 1998 har kommunen haft mellemformstyre med delt administrativ ledelse. Det betød, at det hidtidige magistratsstyre blev erstattet af et udvalgsbaseret styre, som man kender det fra landets øvrige kommuner. Borgmesterposterne bliver dog stadig besat iht. en konstituteringsaftale og på en måde, hvor både flertallet og mindretallet får borgmester- og udvalgsposter.
Siden Københavns Kommunes voksede voldsomt i 1902 har det mange gange været foreslået at splitte den kommune op i mindre enheder. Forskellige skandaler, f.eks. KUC-sagen om misbrug af offentlige midler, dårlig revision og budgetoverskridelser har bl.a. ført til diskussioner om en opdeling af kommunen i mere borgernære enheder. I 1997-2001 blev der gennemført et forsøg med bydelsråd i fire bydele. Rådene varetog omkring 80 % af de kommunale opgaver (ikke de amtslige). I 2000 blev der derefter afholdt en vejledende folkeafstemning i kommunen om, hvorvidt lokalt bystyre skulle indføres. 33,6 % stemte ja, 66,4 % stemte nej, og stemmeprocenten var 70,5. Kun i Valby var der et flertal for lokalt styre. Borgerrepræsentationen valgte på den baggrund at skrinlægge ideen om en opdeling af kommunen. Der bør tilføjes, at nogle af bydelsrådene, særligt det på Indre Østerbro, var præget af skandaler og stridigheder, hvilket gav et billede af rådenes arbejde som useriøst.

## Kommunerne
København består af flere selvstændige kommuner, hvorfor politiske dagorden også sættes af den lokale kommunalbestyrelse. Efter kommunalvalget i 2021 har 12 ud af 18 kommuner socialdemokratisk ledelse, 4 Konservativ, 1 fra SF og 1 fra Venstre.
- Kommunalvalget i Københavns Kommune 2021
- Kommunalvalget i Frederiksberg Kommune 2021
- Kommunalvalget i Gentofte Kommune 2021
- Kommunalvalget i Gladsaxe Kommune 2021
- Kommunalvalget i Lyngby-Taarbæk Kommune 2021
- Kommunalvalget i Hvidovre Kommune 2021

## Regionerne
Det meste af Storkøbenhavn er placeret i Region Hovedstaden, mens de sydvestlige dele af placeres i Region Sjælland, der begge blev dannet i forbindelse med strukturreformen i 2005. Ved det sidste valg blev Vibeke Storm Rasmussen (S) valgt som regionsrådsformand for Region Hovedstaden, mens Regions Sjælland ledes af Steen Bach Nielsen (S).
Regionerne driver, som det vigtigste, sygehusområdet i deres respektive regioner. I fællesskab driver de trafikselskabet Movia, som organiserer den offentlige transport i begge regioner (foruden Bornholm, der betjenes af BAT).

## Politik på tværs af grænser
Kommunerne i de enkelte regioner har et samarbejde i henholdsvis Kommunekontaktråd Hovedstaden og Kommunekontaktråd Sjælland. Her samarbejdes især om de tilbud, der gives borgerne.
Fra 1974-1989 fungerede Hovedstadsrådet som et centralt planlægningsorgan for hele hovedstadsregionen og HUR fungerede med omtrent samme formål fra 2000-2006.
En del af Københavns nærmeste satellitbyer ligger i kommunerne Rudersdal, Hørsholm, Allerød, Egedal, Høje Taastrup og Solrød og disse betragtes som en del af Storkøbenhavn, og det politiske arbejde på kommunalt niveau om byen København involverer derfor ofte kommuner fra hele Storkøbenhavn. Kommunerne på den københavnske vestegn står i den forbindelse ofte samlet og har samlede politiske udspil. Samarbejdet er formaliseret i Vestegnssamarbejdet, der omfatter de syv kommuner Albertslund, Brøndby, Glostrup, Høje-Taastrup, Hvidovre, Ishøj og Vallensbæk.
Region Hovedstaden, Region Sjælland, Københavns og Frederiksberg Kommune, Bornholms Regionskommune samt Kommunekontaktråd Hovedstaden og Sjælland deltager sammen med tilsvarende myndigheder fra Skåne i Öresundskomiteen, som er en regionalt samarbejde om at fjerne grænsehindringer ved at bo og arbejde i Øresundsregionen.

## Dataoversigt
| Kommune        | Borgmesterparti 2009                | Borgmesterparti 2021                |
| -------------- | ----------------------------------- | ----------------------------------- |
| København      | Socialdemokraterne (overborgmester) | Socialdemokraterne (overborgmester) |
| Frederiksberg  | Konservative                        | Socialdemokraterne                  |
| Albertslund    | Socialdemokraterne                  | Socialdemokraterne                  |
| Brøndby        | Socialdemokraterne                  | Socialdemokraterne                  |
| Gentofte       | Konservative                        | Konservative                        |
| Gladsaxe       | Socialdemokraterne                  | Socialdemokraterne                  |
| Glostrup       | Venstre                             | Socialdemokraterne                  |
| Herlev         | Socialdemokraterne                  | Socialdemokraterne                  |
| Hvidovre       | Socialdemokraterne                  | Socialistisk Folkeparti             |
| Lyngby-Taarbæk | Konservative                        | Konservative                        |
| Rødovre        | Socialdemokraterne                  | Socialdemokraterne                  |
| Tårnby         | Socialdemokraterne                  | Socialdemokraterne                  |
| Vallensbæk     | Konservative                        | Konservative                        |
| Ballerup       | Socialdemokraterne                  | Socialdemokraterne                  |
| Rudersdal      | Venstre                             | Konservative                        |
| Furesø         | Socialdemokraterne                  | Socialdemokraterne                  |
| Ishøj          | Socialdemokraterne                  | Socialdemokraterne                  |
| Greve          | Venstre                             | Venstre                             |

Især politisk har to danske regioner også betydning for København:
| Region      | Regionsformandsparti |
| ----------- | -------------------- |
| Hovedstaden | Socialdemokraterne   |
| Sjælland    | Venstre              |